# Akka (Marocco)
Akka (in arabo: أقا; in berbero: ⴰⵇⵇⴰ) è una piccola città marocchina situata nella regione Souss-Massa. Akka è un toponimo di origine berbera: aqa e significa Uadi.
Pur essendo una piccola città, Akka è molto nota per aver dato natalità al rabbino Mardochée Aby Serour.